# Кремлёво (Свердловская область)
Кремлёво — деревня в Шалинском районе Свердловской области России. Входит в Шалинский муниципальный округ.
Ранее деревня входила в состав Шамарского поссовета Шалинского района.

## География
Кремлёво расположено в 43 километрах к западу от посёлка Шаля (в 59 километрах по дорогам), в лесной местности, на левом берегу реки Сылвы. В 8–10 километрах к западо-югу-западу от деревни, на территории Пермского края, находится известная аномальная зона Молебский (М-ский) Треугольник. 

## Население
| 2002 | 2010 |
| ---- | ---- |
| 29   | ↘0   |